# Maikaze (tàu khu trục Nhật)
Maikaze (tiếng Nhật: 舞風) là một tàu khu trục hạng nhất của Hải quân Đế quốc Nhật Bản thuộc lớp Kagerō đã phục vụ tại Mặt trận Thái Bình Dương trong Chiến tranh Thế giới thứ hai.
Vào ngày 17 tháng 2 năm 1944, khi lực lượng Đồng Minh tung ra Chiến dịch Hailstone, cuộc tấn công nhắm vào Truk, Maikaze bị đánh chìm cùng với tàu tuần dương Katori và tàu tuần dương phụ trợ  Akagi Maru bởi hải pháo của các tàu tuần dương Mỹ Minneapolis và New Orleans ở cách 75 km (40 hải lý) về phía Tây Bắc Truk, ở tọa độ 07°45′B 151°20′Đ / 7,75°B 151,333°Đ. Con tàu chìm xuống biển với tổn thất nhân mạng toàn bộ thủy thủ đoàn.
Maikaze được rút khỏi danh sách Đăng bạ Hải quân vào ngày 31 tháng 3 năm 1944